# Luo Yixiu
Luo Yixiu (anche Miss Luo, Donna Luo, o Luo Yigu; 羅 秀T, 罗 秀S, Luó YīxiùP, Luo2 I1-hsiu4W; Shaoshan, 20 ottobre 1889 – Shaoshan, 11 febbraio 1910) fu la prima moglie del leader cinese Mao Zedong, con il quale fu sposata dal 1908 al 1910.
Proveniente dall'area intorno a Shaoshan, nello Hunan, la sua famiglia era composta da proprietari terrieri locali impoveriti.
La maggior parte di ciò che si sa del loro matrimonio proviene da un racconto che Mao diede al giornalista statunitense Edgar Snow nel 1936, il quale lo incluse nel suo libro Stella rossa sulla Cina. Secondo Mao, lui e Luo Yixiu furono oggetto di un matrimonio combinato organizzato dai rispettivi padri Mao Yichang e Luo Helou. Luo aveva diciotto anni e Mao solo quattordici al momento del loro fidanzamento. Anche se Mao prese parte alla cerimonia nuziale, in seguito disse di essere scontento del matrimonio, non consumandolo mai e rifiutandosi di vivere con sua moglie. Socialmente disonorata, Luo visse con i genitori di Mao per due anni fino alla sua morte per dissenteria, mentre lui lasciò il villaggio per continuare i suoi studi altrove, diventando in seguito membro fondatore del Partito Comunista Cinese. Vari biografi hanno ipotizzato che questo matrimonio abbia influenzato le opinioni critiche sul matrimonio combinato da parte del leader cinese.

## Biografia

### Origini
Nata nel 1889, Luo Yixiu era la figlia maggiore di Luo Helou, uno shenshi (|绅士), ovvero un intellettuale rurale che si guadagnava da vivere come agricoltore, e da sua moglie (1869-1912), il cui cognome era Mao e che era una lontana prozia di Mao Zedong. Sebbene lo storico Lee Feigon affermi che la famiglia Luo fosse localmente importante, i biografi di Mao Alexander V. Pantsov e Steven I. Levine affermano che fosse caduta in povertà. Luo Helou e sua moglie avevano cinque figli e cinque figlie, ma sette di questi bambini morirono. La mancanza di figli maschi da parte della coppia abbassò il loro status sociale, poiché nella società cinese dell'epoca solo i figli maschi potevano dare continuazione al lignaggio familiare.

### Il matrimonio

#### Preparazione
Il padre di Mao Zedong, Mao Yichang, aveva deciso di affrontare l'atteggiamento ribelle di suo figlio in un modo tipico del tempo, costringendolo a un matrimonio combinato che lo avrebbe costretto a prendere sul serio le questioni familiari. Yichang desiderava inoltre un aiuto per sua moglie Wen Qimei, la cui salute si era deteriorata dopo anni di lavoro agricolo pesante. La parentela di Luo Yixiu con i Mao potrebbe aver influito nella scelta.
Zedong incontrò Yixiu per la prima volta il giorno in cui fu firmato il contratto. Anni dopo, sua nipote Kong Dongmei dichiarò che Mao non era soddisfatto della scelta di suo padre e che invece era innamorato di suo cugina Wang Shigu. Tuttavia il matrimonio con Wang era stato escluso da un indovino locale perché i loro oroscopi erano incompatibili. Sebbene dispiaciuto dell'accordo, Mao accettò di sposare Luo. All'epoca aveva quattordici anni, e in seguito dichiarò erroneamente a Edgar Snow che Luo aveva vent'anni, un'affermazione accettata indipendentemente dai biografi di Mao Ross Terrill e Philip Short, ma successivamente contestata dai biografi Jung Chang e Jon Halliday, i quali confermarono che aveva diciotto anni.

#### La cerimonia
Il matrimonio ebbe luogo nel 1908. Secondo alcuni biografi di Mao, la cerimonia avrebbe probabilmente seguito l'usanza tradizionale dello Hunan, ovvero sarebbe iniziata con una festa a casa dello sposo il giorno prima della cerimonia, a cui erano stati invitati amici e parenti. Il giorno successivo, la sposa sarebbe stata vestita di rosso, con un velo rosso sul viso, e portata da un palanchino rosso alla casa della famiglia dello sposo. Lì, il suo velo sarebbe stato rimosso e ci si sarebbe aspettato che esprimesse infelicità e insoddisfazione per lo sposo insultandolo pubblicamente. Secondo la tradizione, probabilmente sarebbe avvenuto uno spettacolo di fuochi d'artificio, prima che sia gli sposi che gli sposi si inchinassero a ciascun ospite, all'altare ancestrale dello sposo, agli spiriti e l'un l'altro, concludendo la cerimonia.
Sempre secondo le pratiche tradizionali, i banchetti sarebbero continuati per due giorni, mentre gli invitati avrebbero fatto doni, principalmente in denaro, agli sposi. La cerimonia nuziale sarebbe culminata con l'ingresso degli invitati nella camera nuziale, dove avrebbero fatto vari riferimenti e allusioni sessuali, guidati da una figura con il viso dipinto di nero. Nella tradizione rurale cinese, ci si aspettava che la sposa mostrasse le macchie di sangue sulle lenzuola della sua prima notte di nozze per dimostrare che il suo imene si era rotto durante il rapporto sessuale e che era quindi vergine.

#### Vita coniugale

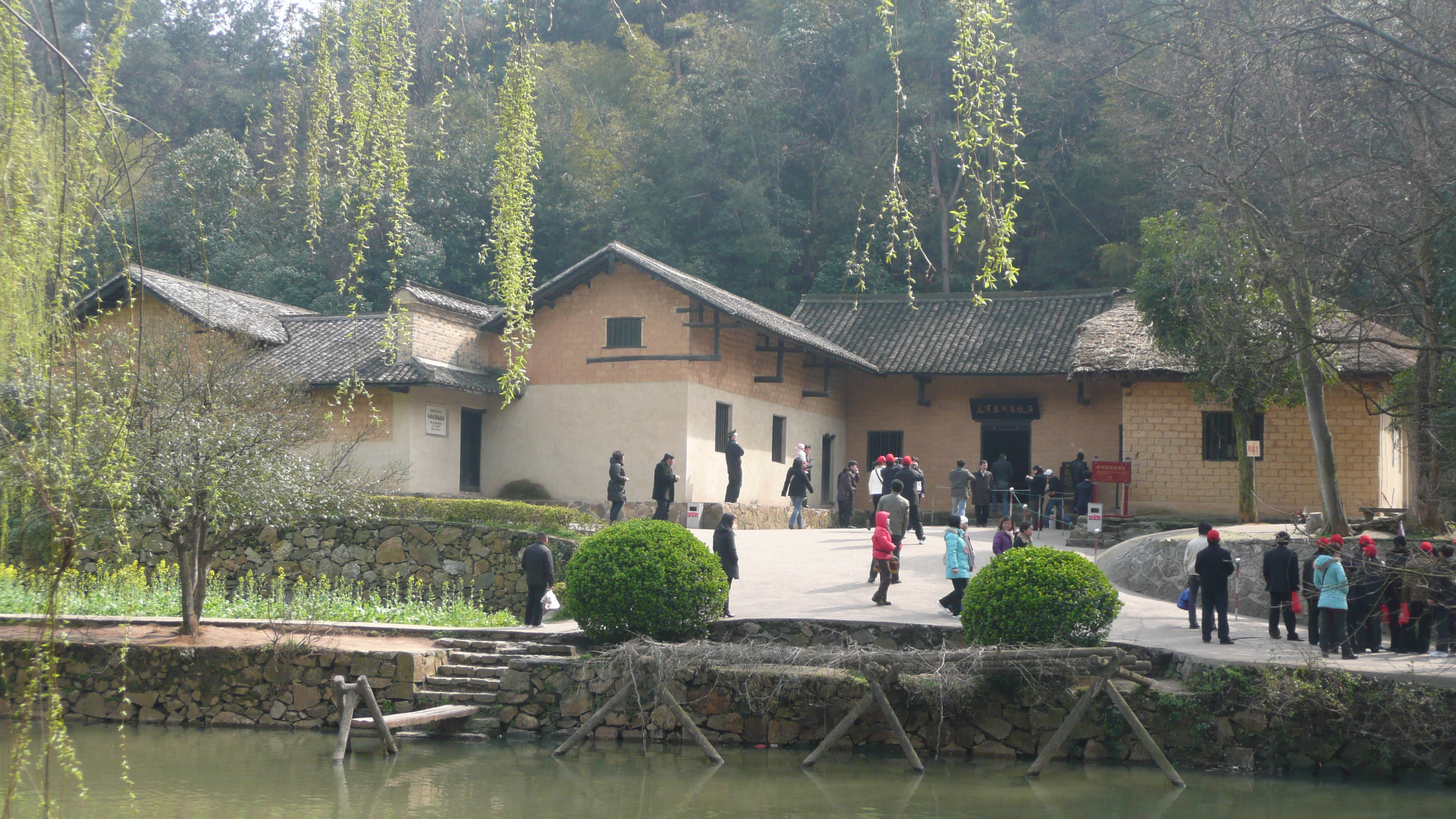
La casa di Mao a Shaoshanchong nel 2010; fu qui che Luo visse dopo il matrimonio.

Secondo quanto riportato a Snow, Mao si rifiutò di vivere con sua moglie e affermò di non aver mai consumato il loro matrimonio. Scappò di casa per andare a vivere con uno studente disoccupato a Shaoshan, dove trascorse gran parte del suo tempo a leggere, in particolare opere storiche come lo Shiji di Sima Qian e il Libro degli Han di Ban Gu, e trattati politici come le Proteste personali dallo studio di Jiao Bin di Feng Guifen.
Considerata parte della famiglia Mao, Luo visse con Mao Yichang e Wen Qimei nella loro casa fino alla sua morte per dissenteria avvenuta l'11 febbraio 1910, il giorno dopo il capodanno cinese. Mao Zedong tornò a casa e fu perdonato da suo padre, il quale nell'autunno del 1910 accettò di finanziare gli studi di suo figlio alla scuola di Dongshan. La tomba di Luo Yixiu si trova sulla montagna di fronte all'ex residenza di Mao Zedong a Shaoshanchong, a pochi passi dalla tomba dei suoceri.

### Eventi successivi
Quando Mao Zedong tornò a Shaoshan nel 1925 per organizzare un movimento contadino locale, andò a visitare i parenti di Luo Yixiu, tra cui suo padre Luo Helou e suo nipote Luo Shiquan (罗石泉),  il quale sarebbe entrato a far parte del Partito Comunista nell'inverno di quell'anno e sarebbe rimasto un attivista contadino fino alla rivoluzione del 1949. Poiché Luo Yixiu era morta senza prole, Mao Anlong (毛岸龙), terzo figlio di Mao Zedong e della sua seconda moglie Yang Kaihui, fu indicato come discendente di Luo. Nel 1950 Mao inviò suo figlio maggiore Mao Anying a Shaoshan e gli ordinò di visitare la tomba di Luo Shiquan. Inoltre si tenne in contatto con due uomini che avevano sposato le sorelle di Luo Yixiu e incontrò uno di questi uomini quando tornò a Shaoshan nel 1959 per la prima volta dagli anni '20.

## Influenza su Mao
In Mao: A Reinterpretation, lo storico statunitense Lee Feigon sostiene che l'esperienza di Mao con il matrimonio combinato lo ha ispirato a diventare "un convinto sostenitore dei diritti delle donne" alla fine degli anni '10, quando iniziò a scrivere articoli per la stampa di sinistra che criticava il tradizionale sistema familiare, sostenendo che l'amore, piuttosto che le pressioni sociali o familiari, avrebbe dovuto essere il determinante principale nel matrimonio. Questa idea era stata precedentemente espressa dalla giornalista e sinologa Clare Hollingworth. Nella loro biografia Mao: The Unknown Story, Jung Chang e Jon Halliday affermano che tale esperienza trasformò Mao in un "feroce oppositore" del matrimonio combinato.

### Altre letture
- (EN) James Z. Gao, Historical Dictionary of Modern China (1800–1949), Lanham, Scarecrow Press, 2009,  pp. 227–230, ISBN 978-0-8108-6308-8.
- (EN) Yuen Ting Lee, Biographical Dictionary of the People's Republic of China, Jefferson, McFarland, 2013,  pp. 235-237, ISBN 978-0-7864-3582-1.